# یاکوب وان روئیزدال
یاکوب وان روئیزدال (به هلندی: Jacob van Ruisdael) نقاش، طراح و حکاک هلندی است که در ۱۰ مارس ۱۶۲۹ متولد شد. او برجسته‌ترین منظره‌پرداز رئالیست از دوران مشهور به دوران طلایی هلند است، یک دورهٔ برگرفته و سرشار از ثروت‌های بزرگ حاصل از دستاوردهای فرهنگی مربوط به زمانی که نقاشی هلندی بسیار محبوب شد.
روئیزدال بسیار پرکار و به تعبیری می‌توان گفت همه‌کاره بود، تصاویری که او خلق کرده دربرگیرندهٔ طیف گسترده‌ای از افراد و چشم‌اندازها است، کارهای اولیه او ارائه دهنده مناظری در نزدیکی هارلم بود که با صداقت کامل نقاشی شده‌اند، از ۱۶۴۶ او چشم‌اندازهای بسیاری از درون کشورش برای مردی جوان نقاشی کرد که کیفیت قابل ملاحظه‌ای نیز داشتند، پس از سفر به آلمان در سال ۱۶۵۰، مناظر وی رنگ و لعاب قهرمانانه‌تری به خود گرفت.

## نگارخانه

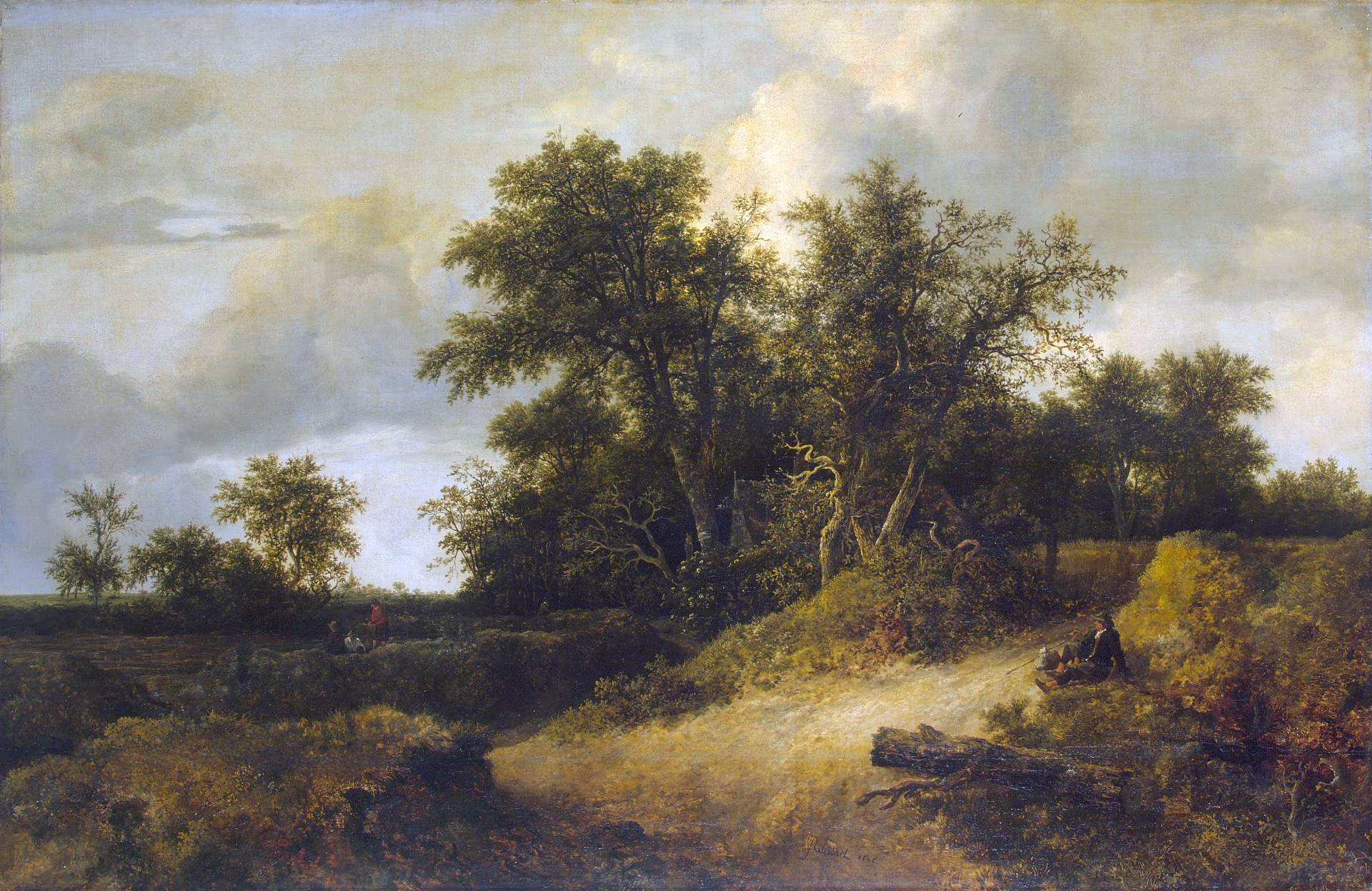
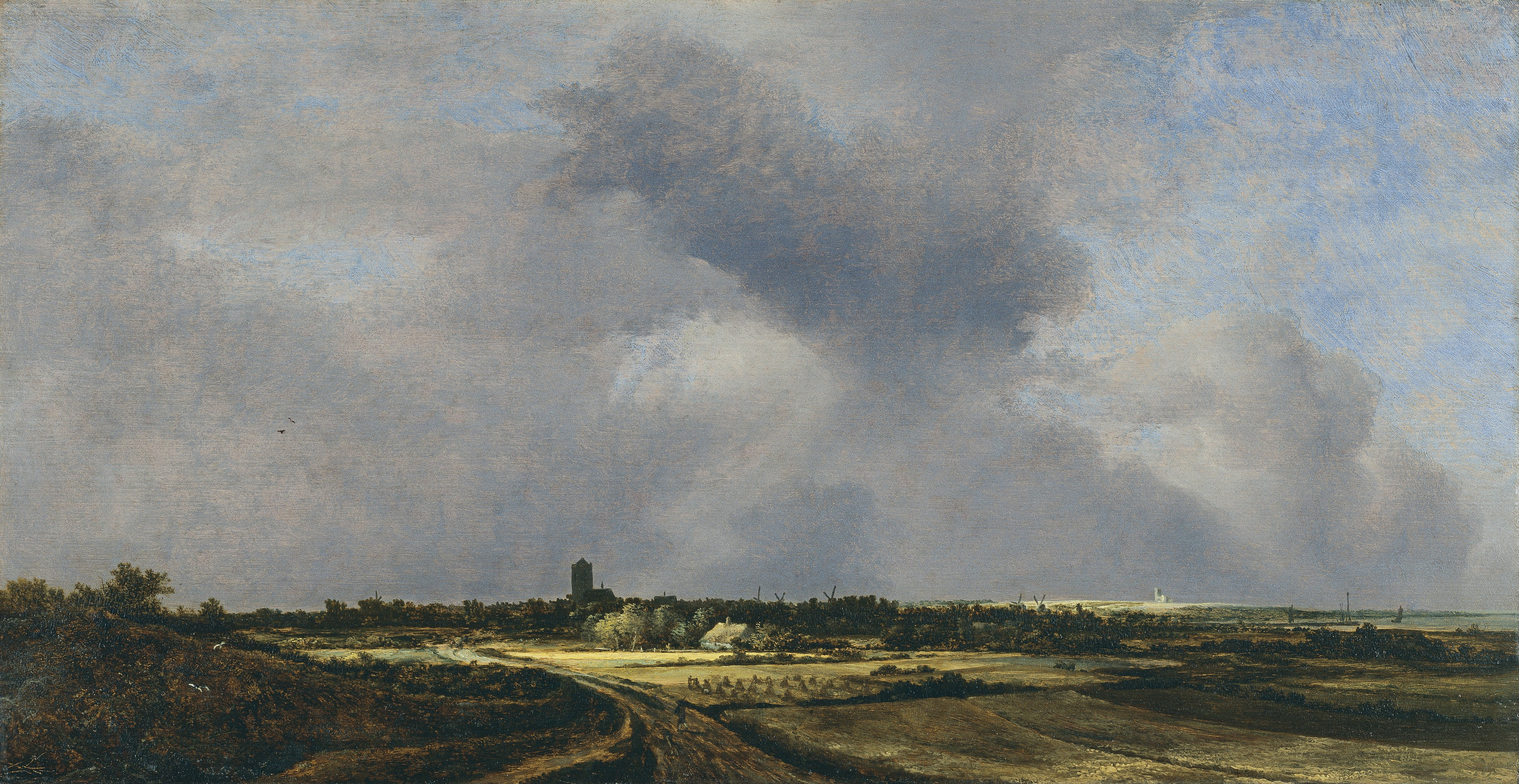
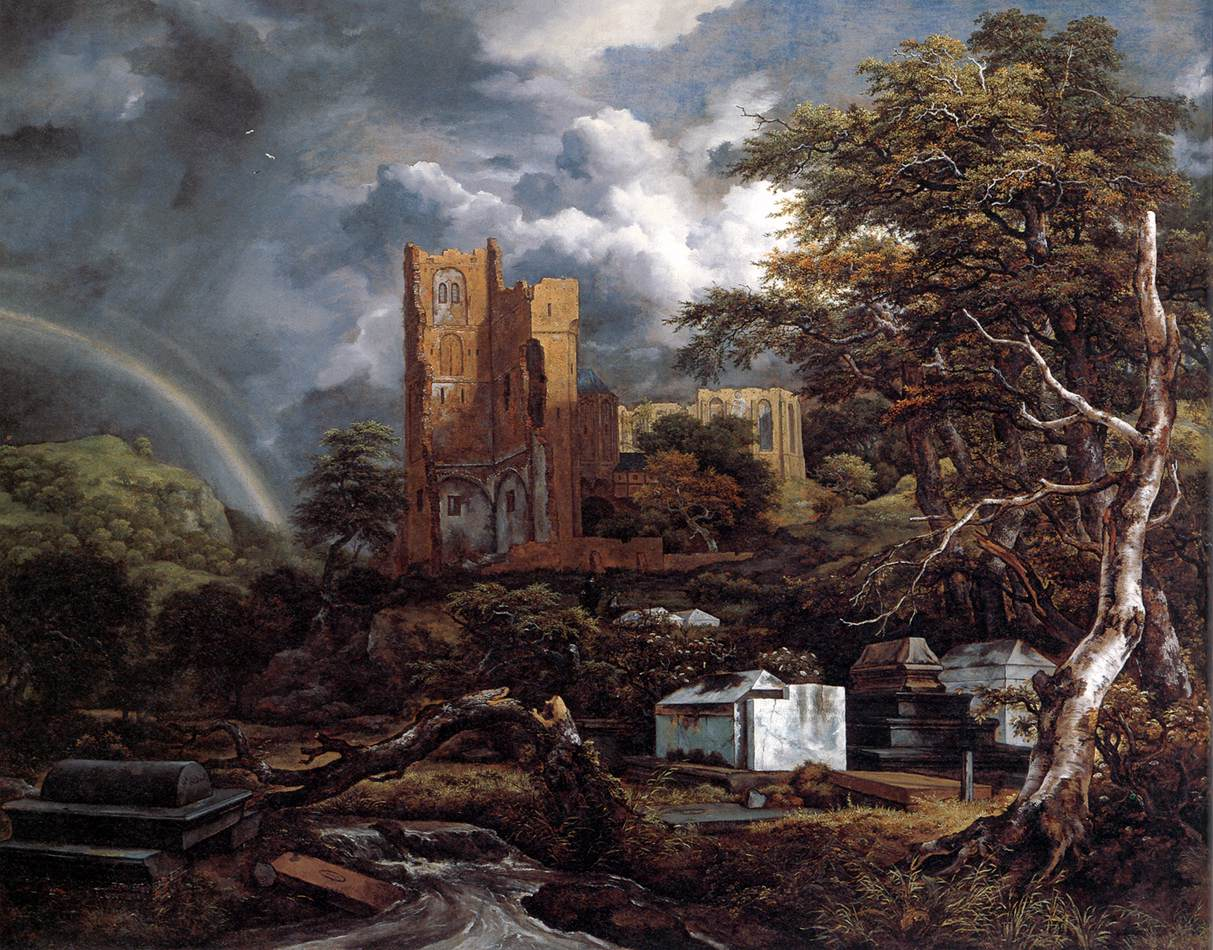
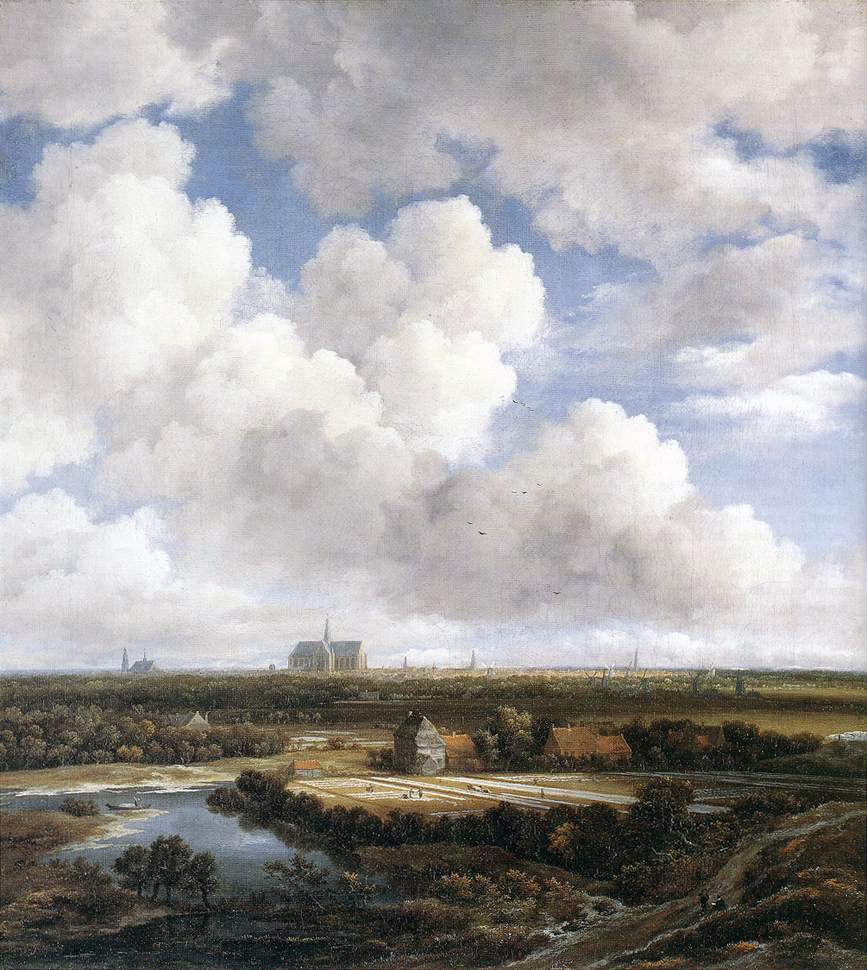
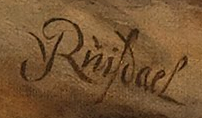
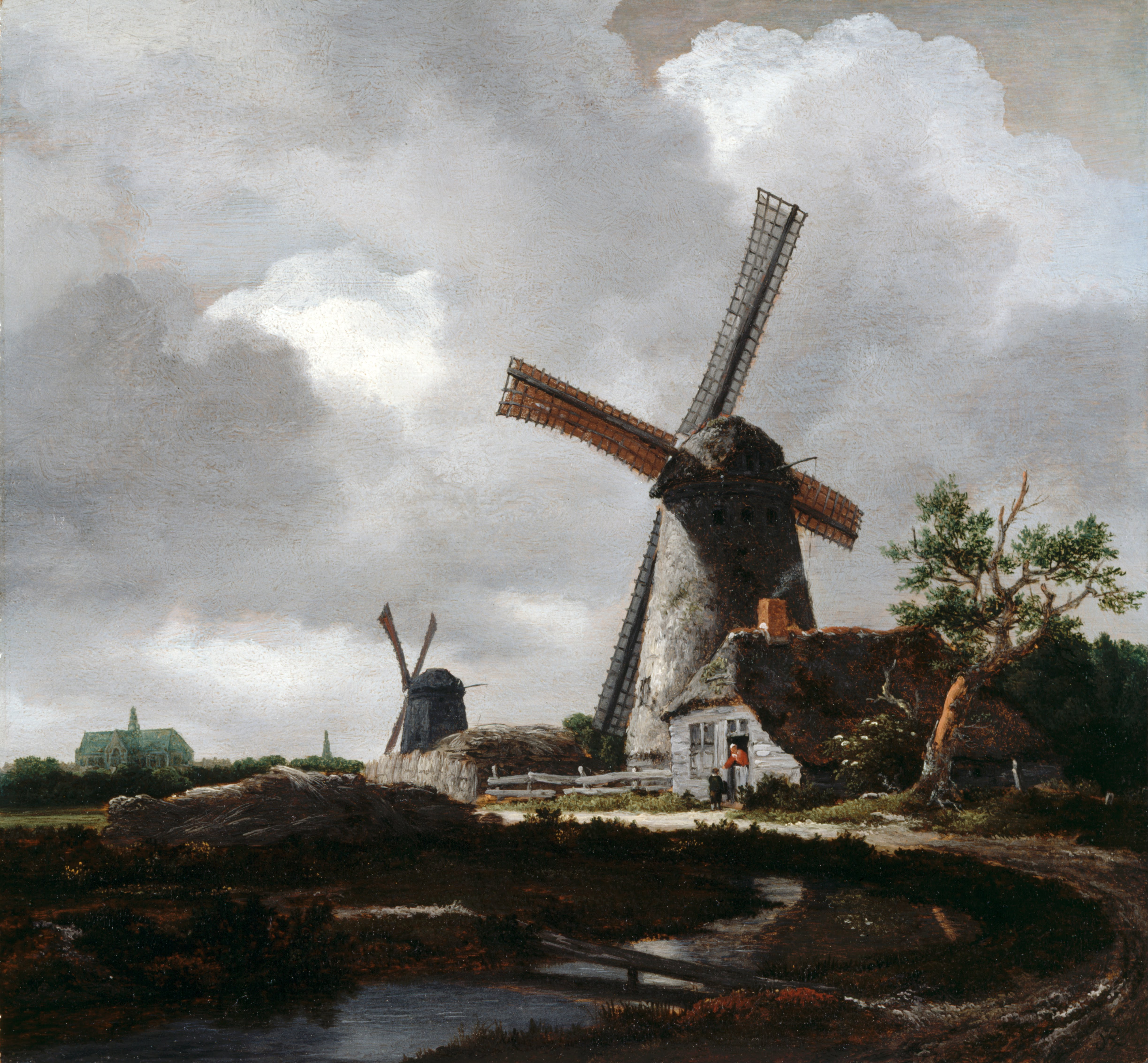
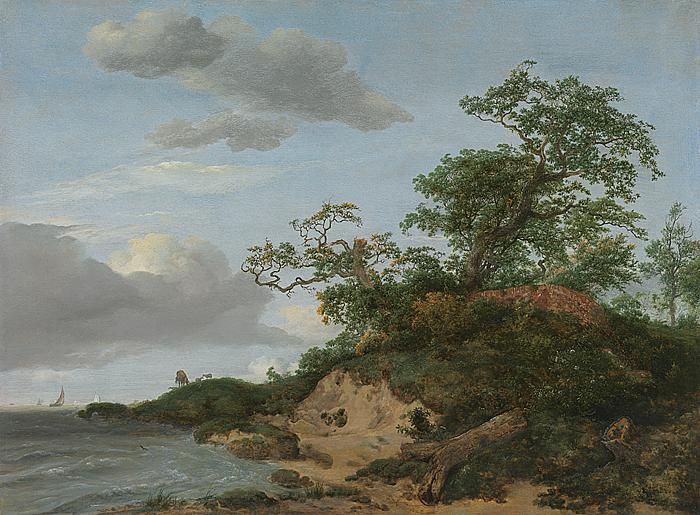
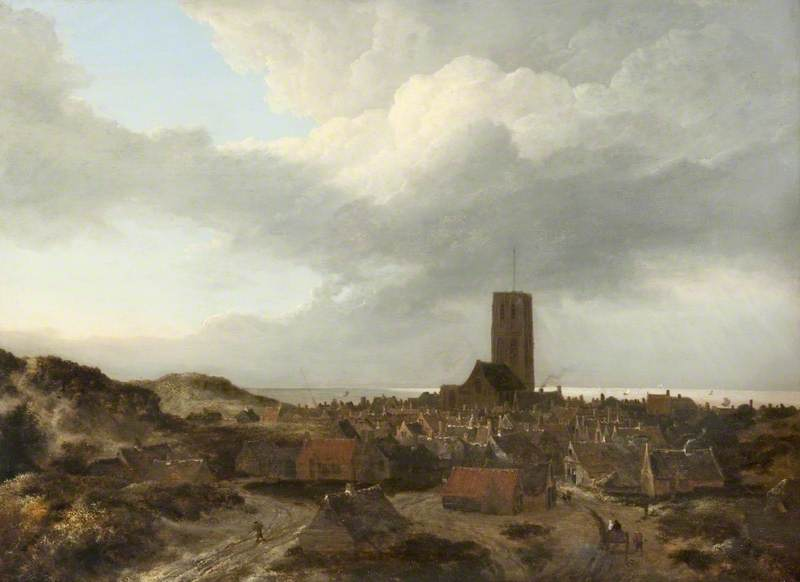